# ماسایوکی اوچیای
ماسایوکی اوچیای (انگلیسی: Masayuki Ochiai؛ زادهٔ ۱۹۵۸ (۶۶–۶۷ سال)) کارگردان فیلم، و فیلم‌نامه‌نویس اهل ژاپن است.